# Server Monitor
Server Monitor это специальная 
IPMI-утилита
Apple для управления и просмотра состояния с пульта дистанционного управления управляющей платой (BMC), с реализацией решения Lights-Out Management (LOM) системы.

## Введение в Server Monitor
Она доступна как часть пакета AdministrationTools на CD с серверным программным обеспечением, так же доступна на официальном сайте Apple. Утилита позволяет управлять терминальным сервером Xserve, которые в настоящее время единственные обладатели решения LOM.
Основной особенностью Server Monitor-утилиты является возможность оповещения не только на электронную почту, но и на мобильный телефон или пейджер, в случае обнуружения критической ошибки.
Интерфейс Server Monitor позволяет быстро обнаружить проблемы. В главном окне Server Monitor имеется вся необходимая информация по каждому подключенному серверу, температура и состояние каждого из компонентов, включая вентиляторы, жесткие диски, модули памяти, источники питания и Ethernet подключения.
Система индикации позволяет интуитивно догадаться об состоянии того или иного компонента сервера -
- зелёный индикатор - все в порядке
- жёлтый индикатор - предупреждение о нестабильной работе
- красный индикатор - имеются проблемы с компонентами сервера

Server Monitor работает только с Xserve.